# Bentazon
Bentazon (ISO-naam) is een herbicide. Het is een selectief bladherbicide met contactwerking. Het werkt door de remming van de fotosynthese. Het wordt ingezet voor de bestrijding van tweezaadlobbige onkruiden en het is ook effectief tegen knolcyperus.
Bentazon werd ontwikkeld door BASF en in het begin van de jaren '70 gepatenteerd. De octrooibescherming is inmiddels vervallen.
Het pesticide kan zich relatief snel in het grondwater verspreiden. Al sinds de jaren '80 waarschuwt het Rijksinstituut voor Volksgezondheid en Milieu voor de impact van de stof op de drinkwaterproductie, dit is anno 2023 nog steeds een probleem.

## Regelgeving
Bentazon is door de Europese Unie op de lijst van toegelaten gewasbeschermingsmiddelen geplaatst, en is in de meeste lidstaten toegelaten, ook in België en Nederland. De toelatingstermijn liep aanvankelijk tot 31 juli 2011, maar werd verlengd tot 31 mei 2025. In België is het toegelaten bij de teelt van knoflook, uien, sjalot, erwten, stamslabonen, knolbegonia, maïs en de graszaadteelt. Merknamen van producten met bentazon zijn Basagran (BASF) en Agrichim Bentazon.